# Derbent (Turcja)
Derbent (dosł. "Żelazna brama") - w starożytnych źródłach nazwa przesmyku między morzami Kaspijskimi i Czarnym w pobliżu gór Kaspijskich.